# Акаґі Ріцуко
Ріцуко Акаґі (яп. 赤木リツコ, Акаґі Ріцуко) — персонажка аніме-серіалу і манґи «Neon Genesis Evangelion». Глава науково-дослідного управління Nerv. Одна з небагатьох людей, посвячених у плани Nerv і Seele. Прізвище Акаґі — назва корабля часів Другої світової війни. Ім'я ж автор взяв у свого шкільного друга.

## Психологічні дані
Дуже розумна і далекоглядна жінка. Малоемоційна і не любить нікого впускати у своє життя. Часом владна і жорстока, до своєї роботи ставиться дуже серйозно.
Її розумові здібності великі, але вона (як і її мати) трохи неправильно їх використовує або навіть не зберігає. Найсильніша сторона — вміння тверезо мислити без емоційних переживань, як-от сильна образа або ненависть до близької людини. Досить злопам'ятна, може бути дуже мстивою, нерозбірлива в людях. Як і Ґендо Ікарі, заради досягнення потрібної мети здатна піти на жертви. Врівноважена і тверда. Обрала практично ту ж долю, що і її мати, намагаючись її перевершити на цьому терені. Їй тридцять років, і вона, як і Місато, ніколи не була одружена.
Під лівим оком у Ріцуко є родимка. Як зауважив Каджі, «Жінці з родимкою на шляху сліз судилося лити їх все життя».

## Робота
Ріцуко розпочала роботу в Nerv під керівництвом своєї матері. Доктор Акаґі Ріцуко — глава науково-дослідного управління Nerv, головна програмістка біо-комп'ютера Magi, провідна розробниця проєкту «Євангеліон». Зокрема, вона займається аналізом синхронізації пілотів і Євангеліонів. Істинний трудоголік, справжній професіонал — моментально оцінює ситуацію, приймаючи швидке і правильне рішення.
Після початку роботи в Nerv Ріцуко змінюється — вона фарбується в блондинку (до цього була брюнеткою), починає курити і п'є багато кави.

## Взаємини з Ґендо
В роботі Ґендо по відношенню до Ріцуко такий же вимогливий начальник, як і до решти.
У пізніх серіях «Євангеліона» стає зрозуміло, що Ріцуко була коханкою Ґендо. Сама Ріцуко про їхні стосунки нікому не говорила і не згадувала подробиць. З боку Ґендо також не було ніяких проявів теплих почуттів до Ріцуко; у всякому разі, в серіалі це ніяк не згадується.
Доктор Акаґі, як і її мати Наоко, не любить Рей, вважаючи її суперницею. Власне, Наоко наклала на себе руки після власноручного вбивства першого втілення Рей (Рей-1). Таким чином, у Ріцуко є всі підстави прохолодно ставитися до Рей.
В останніх серіях, перебуваючи в сильному емоційному розладі, Ріцуко знищує Джерело псевдопілотів, в якому вирощувалися тіла-пустушки, аналогічні Рей. Ріцуко вимовляє: «Дурепи. Дві дурепи. Мати і донька». Це відбувається на очах Місато і Шінджі. Місато, дивлячись на це, приходить до висновку, що «трагедія проєкту» Єва «в людях». У фільмі «The End of Evangelion» показана сцена, коли Ґендо вбиває Ріцуко з пістолета.
Є багато думок щодо того, що вимовляє Ґендо безпосередньо перед тим, як вистрілити. В оригіналі виданої манґи під час цієї фрази звучить звук вибуху, оскільки штаб-квартира Nerv атакована Силами Самооборони Японії. У фільмі ж це виглядає як мовчазна пауза. Однак є дві основних думки:
- Він говорить «Я люблю тебе» (яп. anata o ai suru);
- Він говорить «Ти була мені дійсно потрібна» (англ. I truly... needed you)

У всякому разі, відповідь Ріцуко відома напевно — вона каже «Брехун», після чого звучить постріл, і вона мертвою падає в басейн з LCL.

## Взаємини з Місато і Каджі
Крім робочих взаємин, Ріцуко з Місато пов'язують суто дружні стосунки, які тривають з часу навчання в університеті. Будучи за характером досить закритою людиною, вона тим не менше багато в чому довіряє Місато.
Ріцуко дозволяє собі деякі висловлювання на адресу Місато. Наприклад — докір в тому, що, можливо, спонукальним мотивом прихистити Шінджі є бажання «вислужитися» перед Ґендо Ікарі.
Ріцуко обережно ставиться до Каджі. Пам'ятаючи про стосунки його і Місато, вона не підпускає Каджі досить близько і не відповідає на його загравання, хоча він досить часто робить спроби до цього.
Загалом, Ріцуко поводиться досить обережно щодо Місато і Каджі.